# Пальмрот, Рейно Вильхельм
Рейно Вильхельм Пальмрот (фин. Reino Wilhelm Palmroth) (2 апреля 1906, Руовеси, Великое княжество Финляндское — 2 мая 1992, Хельсинки, Финляндия) — финский поэт, писатель, певец и радиожурналист, известный также под псевдонимами «Палле» (фин. Palle) и «Рейно Хирвисеппя» (фин. Reino Hirviseppä).

## Биография
C 1929-го года Пальмрот участвовал в ревю-постановках на финском радио YLE, принёсших ему значительную популярность. Во время Второй мировой войны участвовал в пропагандистской кампании, направленной против советского вторжения в Финляндию. Входил в состав дуэта «Jorkka ja Palle», исполнявшего куплеты политического содержания, вместе с Георгом Мальмстеном. Является автором известной в Финляндии песни «Silmien välliin» («Между глаз»), высмеивающей попытки советской оккупации Финляндии, маршей финских антикоммунистических организаций «Академическое Карельское общество» (фин. Akateeminen Karjala-Seura) и «Патриотическое народное движение» (фин. Isänmaallinen kansanliike).
Являлся одним из основателей театра «Весёлый театр» (фин. Iloinen Teatteri), закрытого по распоряжению министра внутренних дел Финляндии Юрьё Лейно, являвшегося коммунистом. В 1946 году после закрытия «Iloinen Teatteri» на его месте был создан ревю-театр «Красная мельница» (фин. Punainen mylly), в деятельности которого Пальмрот также принял участие.
Долгое время являлся интендантом Военного музея Финляндии (фин. Sotamuseo), на каковой должности попал под подозрение финских коммунистов, пытавшихся привлечь его к ответственности по делу об утаивании оружия финскими военнослужащими для сопротивления возможному приходу коммунистов к власти (фин. Asekätkentä).
В послевоенное время занимал должности в компании-производителе кондитерских изделий «Хюмос» (фин. Chymos) и в кинопроизводителе «Финляндия-Фильм» (фин. Suomi-Filmi).

## Личная жизнь
Пальмрот был женат первым браком на оперной певице Ауликки Раутавааре (1906—1990), вторым браком на Мари Апостол (фин. Mary Apostol) (1932—1953), третьим браком — на Кайе Ланекари (фин. Kaija Lanekari) (1954—1990).

## Семья
Братья: поэт Микаэль Васунта, наст. имя Юрьо Микаэль Пальмрот) (1891-1935), композитор Тойво Пальмрот (1903-1947), юрист и дипломат Гуннар Пальмрот (фин. Gunnar Palmroth) (1913-1965).

## Произведения
- Hirviseppä, Reino 1927: Runoratsulla armeijassa. «Ryynegreenin» matkassa alokkaasta upseeriksi. Helsinki: OTAVA
- Hirviseppä, Reino 1928: Käy rohkeena! Uudet >>vänrikki Ryynegreenin tarinat>>. ARVI A. KARISTO
- Hirviseppä, Reino 1935: Tulen ja valon lauluja. GUMMERUS
- Hirviseppä, Reino 1936: Ateenasta Berliiniin. GUMMERUS
- Hirviseppä, Reino 1940: Isänmaa. Runoja ja lauluja aseveljille ja kotirintamalle. Helsinki: Kustannusosakeyhtiö KIVI
- Hirviseppä, Reino 1959: Ateenasta Roomaan. Valikoima urheiluaiheisia runoja. Jyväskylä: K.J.GUMMERUS OY
- Hirviseppä, Reino 1964: Viisikolmatta. Isänmaallista runoelmaa Talvisodan 25-vuotismuistoksi. OY OPUS
- Hirviseppä, Reino 1969: Hupilaulun taitajia Pasi Jääskeläisestä Juha Watt Vainioon. Porvoo: WSOY
- Hirviseppä, Reino 1975: Kuin vierivä virta: jutelmia erään elämän varrelta. Porvoo: WSOY
- Hirviseppä, Reino 1983: Silmästä silmään. Hämeenlinna: Karisto
- Hirviseppä, Reino 1966: Palle:Imppa ja hänen ilmapiirinsä.Oy Opus:Kirjapaino oy savo Kuopio 1966